# Pecorino di Carmasciano
Il pecorino di Carmasciano, meglio conosciuto semplicemente come "Carmasciano", è un formaggio prodotto con il latte di pecora appartenenti ad alcune razze che meglio si sono adattate al clima dell'area, una delle razze è la laticauda, letteralmente "dalla coda larga", a rischio di estinzione e attualmente presente in poco più di 50000 capi soltanto sull'Appennino campano, ma è facile incontrare anche pecore di razza bagnolese. Le caratteristiche del formaggio sono condizionate dalle qualità di erbe consumate nell'area di Carmasciano, sita nella valle d'Ansanto nelle vicinanze del laghetto di acque sulfuree della mefite; per questo motivo il pecorino di Carmasciano viene prodotto in quantità molto limitate, da piccole aziende agricole a conduzione familiare, e commercializzato ad un prezzo alto. Da una indagine si evince che i produttori riconosciuti sono soltanto 5, per una produzione di circa 2000 forme l'anno.
Il Carmasciano prende il nome dall'omonima frazione nel territorio di 3 piccoli paesi dell'Irpinia: Guardia Lombardi, Rocca San Felice e Frigento.
È presentato alla esposizione mondiale di Expo 2015 a Milano.